# Adelopteromyia propinqua
Adelopteromyia propinqua är en tvåvingeart som beskrevs av Borgmeier 1958. Adelopteromyia propinqua ingår i släktet Adelopteromyia och familjen puckelflugor.
Artens utbredningsområde är Costa Rica. Inga underarter finns listade i Catalogue of Life.